# Luisa C (schip, 1947)
De Luisa C is een voormalig schip van de Italiaanse rederij Costa Crociere. De rederij kocht het vrachtschip, toen nog Robert Luckenbach geheten, in 1947 van de Amerikaanse regering. Het vrachtschip had 25 cabines voor personeel maar uiteindelijk werden ook de vrachtruimtes gebruikt voor het onderbrengen van passagiers. Ook dit schip werd gebruikt voor het vervoer van emigranten vanuit Italië naar Noord- en Zuid-Amerika. Het schip werd in 1951 verkocht. Het schip voer onder de naam Sula tot 1958 toen het gesloopt werd.